# Teriakovce
Teriakovce (maďarsky Terjékfalva) jsou obec na Slovensku v okrese Prešov. V roce 2010 zde žilo 529 obyvatel.
První písemná zmínka o obci pochází z roku 1385.

## Geografie
Rozloha katastrálního území činí 3,20 km².
Obec leží východně od Prešova mezi dvěma potoky, které tvoří hranici mezi obcemi Šalgovík (městská část Prešova) a Ruská Nová Ves. Na jihozápadní straně obec Teriakovce sousedí s další městskou částí Prešova Solivar. Na severovýchodě sousedí s obcí Vyšná Šebastová.